# Edgar Wallace
Richard Horatio Edgar Wallace (London?, 1. travnja 1875. – Hollywood, 10. veljače 1932.) je britanski pisac krimi knjiga. 
Wallace je najvjerojatnije rođen u Londonu. Rođen je kao sin glumaca Mary Jane Richards i T. H. Wallacea. Pošto je kao dijete dat nekom ribaru i njegovoj ženi na skrb, Wallace je imao teško djetinjstvo. Radio je kao dubokomorksi ribar i pomoćnik radnicima, a s 18 godine primljen je u vojsku. nakon što je posla u Južnu Afriku 1896., počeo je pisati pjesme, poeme i članke za mnoge časopise. Ekskluzivni izvještaj koji je Daily Mailu omogućio da prije službenih informacija vijeti objavi kraj Burkog rata (1889. – 1902.) zaslužio je Wallaceu posao kao novinar.
Njegova prva knjiga bila je zbirka stihova Proglas u baraci (1900.), inspirirana Baladama iz barake Rudyarda Kiplinga. Godine 1905. Wallace je objavio nedovršeni roman Četiri potpuna čovjeka i ponudio je £500 onome tko riješi slučaj. Pu priču o afričkim pustolovinama napisao je 1911., az zvala se Sanders of the River, koja je napisana pomoću iskustva koje je dobio radeći kao specijalni izvjestitelj za Daily Mail. Njen uspjeh doveo je do drugih, sličnih priča. Nakon Prvog svjetskog rata Wallace je nastavio pisati u duhu Četiri potpuna čovjeka i diktirao je knjigu za knjigom u nevjerojatnim brzinama. To mu je i uspjelo i njegov uspjeh u svijetu bio je izvanredan.
Wallace je svoje priče pretvorio u drame, a prva je bila The Ringer (1926.) u kojem je miješao napetost i izneneđenje tako da zainteresira gledatelje. Edgar Wallace je preminuo u Hollywoodu 10. veljače 1932. dok je radio na scenarjiu za King Konga.

## Djela

### Romani o Africi
- Sanders of the River (1911)
- Ljudi rijeke (1911)
- Rijeka zvijezda (1913)
- Bosambo of the River (1914)
- Bones (1915)
- Čuvari kraljeva mira (1917)
- Načelnik Bones (1918)
- Bones u Londonu (1921)
- Sandi the Kingmaker (1922)
- Bones of the River (1923)
- Sanders (1926)
- Again Sanders (1928)

### Kriminalistički romani i kompilacije kratkih priča
- Četiri potpuna čovjeka (1905)
- Angel Esquire (1908)
- Devet medvjeda (1910)
- The Fourth Plague (1913)
- Sivi Timothy (1913)
- Čovjek koji je kupio London (1915)
- Melodija smrti (1915)
- A Debt Discharged (1916)
- T'Sinova grobnica (1916)
- Potpuni ljudi Cordove (1917)
- Tajna kuća (1917)
- The Clue of the Twisted Candle (1918)
- Down under Donovan (1918)
- The Green Rust (1919)
- Kate Plus 10 (1919)
- Čovjek koji je znao (1919)
- The Daffodil Mystery (1920)
- Jack O'Judgment (1920)
- Zakon četiri potpuna čovjeka (1921)
- Anđeo terora (1922)
- The Crimson Circle (1922)
- G. Justice Maxell (1922)
- Dolina duhova (1922)
- Captains of Souls (1923)
- The Clue of the New Pin (1923)
- The Green Archer (1923)
- The Missing Million (1923)
- The Dark Eyes Of London (1924)
- Double Dan (1924)
- Educated Evans (1924)
- The Face in the Night (1924)
- Soba 13 (1924)
- The Sinister Man (1924)
- The Three Oak Mystery (1924)
- The Blue Hand (1925)
- The Daughters of the Night (1925)
- The Fellowship of the Frog (1925)
- The Gaunt Stranger (1925)
- A King by Night (1925)
- Um gospodina J.G. Reedera (1925)
- The Strange Countess (1925)
- Osvetnik (1926)
- The Black Abbot (1926)
- The Day of Uniting (1926)
- The Door with Seven Locks (1926)
- The Joker (1926)
- Čovjek iz Maroka (1926)
- The Million Dollar Story (1926)
- More Educated Evans (1926)
- The Northing Tramp (1926)
- Penelope of the Polyantha (1926)
- The Square Emerald (1926)
- The Terrible People (1926)
- Vidjet ćemo! (1926)
- Žuta zmija (1926)
- Veliko stopalo (1927)
- The Brigand (1927)
- The Feathered Serpent (1927)
- Stan 2 (1927)
- Krivotvoritelj (1927)
- Good Evans (1927)
- The Hand of Power (1927)
- Čovje koji je bio ništa (1927)
- The Mixer (1927)
- Broj šest (1927)
- The Squeaker (1927)
- Terror Keep (1927)
- The Traitor's Gate (1927)
- The Double (1928)
- Elegant Edward (1928)
- The Flying Squad (1928)
- The Gunner (1928)
- The Orator (1928)
- The Thief in the Night (1928)
- The Twister (1928)
- Again the Ringer (1929)
- Again the Three Just Men or The Law of the Three Just Men (1929)
- Velika četvorica (1929)
- The Black (1929)
- The Cat-Burglar (1929)
- Circumstantial Evidence (1929)
- Fighting Snub Reilly (1929)
- For Information Received (1929)
- Forty-Eight Short Stories (1929)
- Four Square Jane (1929)
- The Ghost of Down Hill (1929)
- The Golden Hades (1929)
- Kalendar (1930)
- The Hand of Power (1930)
- The Keepers of the King's Peace (1930)
- Silinski - Master Criminal: Detective T.B.Smith (1930)
- The Thief in the Night (1930)
- White Face (1930)
- The Clue of the Silver Key or The Silver Key (1930)
- The Lady of Ascot (1930)
- The Devil Man (1931)
- The Man at the Carlton (1931)
- The Coat of Arms or The Arranways Mystery (1931)
- On the Spot: Violence and Murder in Chicago (1931)
- The Ringer Returns or Again the Ringer (1931)
- Povratak gospodina J.G. Reedera (1932)
- narednik Sir Peter ili Narednik Dunn, C.I.D. (1932)
- When the Gangs Came to London (1932)
- The Frightened Lady (1933)
- The Green Pack (1933)
- The Mouthpiece (1935)
- Smoky Cell (1935)
- The Table (1936)
- Sanctuary Island (1936)
- Death Packs a Suitcase (1961)
- The Road to London (1986)
- The Jewel
- The Shadow Man

### Ostali romani
- Misija koja nije uspjela (1898)
- Rat i ostale poeme (1900)
- Proglas u baraci (1900)
- Unofficial Despatches (1901)
- Smithy (1905)
- Sud pravde (1908)
- Captain Tatham of Tatham Island (1909)
- Smithy Abroad (1909)
- The Duke in the Suburbs (1909)
- Private Selby (1912)
- The Admirable Carfew (1914)
- Smithy and the Hun (1915)
- Tam Of The Scouts (1918)
- Those Folk of Bulboro (1918)
- The Adventure of Heine (1919)
- The Fighting Scouts (1919)
- The Book of all Power (1921)
- Flying Fifty-five (1922)
- The Books of Bart (1923)
- Chick (1923)
- Barbara on Her Own (1926)
- This England (1927)

### Knjige činjenica
- Famous Scottish Regiments (1914)
- Field Marshal Sir John French (1914)
- Heroes All: Gallant Deeds of the War (1914)
- The Standard History of the War (1914)
- Kitchener's Army and the Territorial Forces: The Full Story of a Great Achievement (1915)
- 1925 - The Story of a Fatal Place (1915)
- Vol. 2-4. War of the Nations (1915)
- Vol. 5-7. War of the Nations (1916)
- Vol. 8-9. War of the Nations (1917)
- Tam of the Scouts (1918)
- LJudi (1926)

### Scenariji
- King Kong (1932, nedovršen)

### Drame
- The Ringer (1929)
- On the Spot (1930)
- The Squeaker (1930)